# Sonic and the Secret Rings
Sonic and the Secret Rings – gra z serii Sonic the Hedgehog, wydana na konsolę Nintendo Wii przez Segę, a napisana przez Sonic Team. Jest to trójwymiarowa gra z elementami platformowymi i akcji.
Tło gry - fabularne, jak i rozgrywki - zostało stworzone na podstawie Księgi tysiąca i jednej nocy.

## Fabuła
Sonic po lekturze Księgi tysiąca i jednej nocy zasnął, a po obudzeniu się zorientował się, że znajduje się w świecie z wcześniej wymienionej książki, spotykając przy tym dżina płci żeńskiej o imieniu Shahra, the Genie of the Ring. Opowiada ona o tym, jak opowieści z tej książki zostały wymazane przez złego dżina, Erazora Djinna. Sonic obiecał Shahrze go pokonać, po czym poprosił do zabrania do świata Baśni z tysiąca i jednej nocy. Następnie obaj wsiedli na latający dywan i polecieli. Tak właśnie się zaczyna historia.

## Przebieg gry
Jest to trójwymiarowa gra łącząca elementy platformowe i akcji, nie odbiegająca od rozgrywki w głównych grach z serii, w której udział bierze Sonic. I w tej rozgrywka polega na jak najszybszym pokonaniu planszy, niszcząc wrogów i zbierając pierścienie, jeżdżąc na rurkach i skacząc w rozpędzie z ramp. Gra jest mocno liniowa.
W grze występują dwa tzw. power moves:
- Time Break - osiągnięcie pełnej szybkości.
- Speed Break - pokonywanie kilku lub więcej przeciwników z rzędu poprzez naskakiwanie na nich w jak najkrótszym czasie i bez dotykania podłogi.

W grze występują 2 tryby gry:
- Adventure Mode - główny tryb gry, z fabułą, polegający na zaliczaniu poziomów po kolei.
- Party Mode - tryb party game, z 40 minigierkami, w których udział biorą 4 postacie: Sonic, Tails, Knuckles, oraz Amy.

Oprócz tego występuje tzw.specjalna księga (w oryginale Special Book), w której, po przejściu Adventure Mode można zobaczyć filmy o tym, jak była tworzona gra, ekskluzywne concept arty czy posłuchać soundtracku.